# 八戸北インターチェンジ
八戸北インターチェンジ（はちのへきたインターチェンジ）は、青森県八戸市にある八戸自動車道・百石道路のインターチェンジである。
八戸港、五戸町の最寄りインターチェンジ。八戸JCTでは、青森方面から八戸ICへは行けない構造となっているため、八戸市街へ行く場合は当ICか八戸西SICで流出することになる。なお、八戸西SICより先は八戸道・南郷ICまたは三陸道・八戸是川ICまで出口がない。

## 道路

### 本線
- E4A 八戸自動車道（7番）
- E4A 百石道路（7番）

### 接続する道路
- 直接接続
  - 国道45号
- 間接接続
  - 青森県道29号八戸環状線（国道45号経由）

## 料金所
- ブース数：5

### 入口
- ブース数：2
  - ETC専用：1
  - 一般：1

### 出口
- ブース数：3
  - ETC専用：1
  - 一般：2

## 沿革
- 1995年（平成7年）3月28日 : 百石道路・八戸北IC - 下田百石IC間 開通に伴い供用開始。
- 2002年（平成14年）7月18日 : 八戸自動車道・八戸JCT - 八戸北IC間 開通。

## 隣
E4A 八戸自動車道
(5-1) 八戸JCT - (5-2) 八戸西SIC - (7) 八戸北IC
八戸JCTでは、当IC方向と八戸ICが接続していないハーフジャンクションである。
E4A 百石道路
(7) 八戸北IC - (8) 下田百石IC

## 周辺
- オブジェ工場SLOWBESE
- ハイテクパーク

## 形状
ランプウェイはトランペット型。付近には追越車線が設置されている。